# 16589 Hastrup
16589 Hastrup este o planetă minoră (asteroid), cu un diametru de 2,198 km, din centura de asteroizi. A fost descoperită pe 24 septembrie 1992 la Observatorul Palomar de Eleanor F. Helin. 
Obiectul prezintă o orbită caracterizată de o semiaxă mare de 1,9340178 UAi, o excentricitate de 0,08, o înclinație de 20,01765 ° în raport cu ecliptica.